# Északi-fok (Új-Zéland)
Az új-zélandi Északi-fok az ország Északi-szigetén, az Aupouri-félsziget északkeleti csúcsán helyezkedik el, 30 kilométerre keletre a Reinga-foktól. Az elnevezést gyakran szélesebb értelemben is használják a környékre. A szűken vett Északi-foknak nevezett földnyelv kelet felé kanyarodik, ezért az új-zélandi „szárazföld”, azaz a három fő sziget legészakibb pontja a földnyelv csúcsától néhány kilométerre nyugatra, a Surville-szikláknál van.

## Geológiája
Az Északi-fokot egy tenger alatti vulkánkitörés hozta létre. Sziget alakult ki a part közelében, majd a tengeri áramlatok homokot raktak le a sziget és a part között, egy tombolót hozva létre, ami összekötötte a vulkánt az Aupouri-félszigettel. Az így kialakult földhát helyi neve Waikuku Flat. A régi tűzhányó és a tomboló alkotják együtt a szűken vett Északi-fokot.

## Surville Cliffs
A közeli Surville-sziklák – ahol a legészakibb pont ténylegesen található – nevüket Jean-François-Marie de Surville francia kapitányról kapták, aki 1796 decemberében St Jean Baptiste nevű hajójával kikötött itt, hogy megbetegedett tengerészeit itt ápolja. Néhány nappal később James Cook is járt erre.
A Surville-szikláknál 1,3 négyzetkilométeres területen szerpentinesedett mafikus peridotit került a felszínre. Ez a mélységi vulkanikus kőzet különleges, kedvező környezetet biztosít egy sor ritka és fenyegetett növényfaj számára. Közülük több endemikus faj csak itt él. Többek között megtalálható itt a: 
- Pittosporum ellipticum subsp. serpentinum
- Hebe brevifolia
- Hebe ligustrifolia
- Helichrysum aggregatum (szalmagyopárféle)
- Leucopogon xerampelinus[2]
- Pimelea tomentosa (Sand Daphne)
- Phyllocladus trichomanoides (Tanekaha)
- Pseudopanax lessonii (Coastal Fivefinger)
- Uncinia perplexa (Surville Cliffs Bastard Grass)

Ezt a területet tudományos rezervátummá nyilvánították. 2000-ben elektromos kerítéssel látták el, hogy kizárják onnan a kártevő inváziós fajokat, így a közönséges rókakuzut, a vaddisznókat és félvad lovakat. Természetesen a nagyközönség elől is zárva van.
A Waikuku Flat szintén tudományos rezervátum, egészen a tíz kilométerre fekvő Parengarenga Harbour nevű természetes kikötő-öbölig. Látogatása lehetséges, de helyi maori törzsi tulajdonban van, és tőlük kell engedélyt kérni a belépéshez.

## Éghajlat
Az Északi-fok és környékének éghajlat enyhe, csapadékos, csekély évszakonkénti különbségekkel. A nyári középhőmérséklet 19, a téli 12,5 Celsius-fok körül van.

## Fordítás
- Ez a szócikk részben vagy egészben a North Cape (New Zealand) című angol Wikipédia-szócikk ezen változatának fordításán alapul.  Az eredeti cikk szerkesztőit annak laptörténete sorolja fel. Ez a jelzés csupán a megfogalmazás eredetét és a szerzői jogokat jelzi, nem szolgál a cikkben szereplő információk forrásmegjelöléseként.
- Ez a szócikk részben vagy egészben a Surville Cliffs című angol Wikipédia-szócikk ezen változatának fordításán alapul.  Az eredeti cikk szerkesztőit annak laptörténete sorolja fel. Ez a jelzés csupán a megfogalmazás eredetét és a szerzői jogokat jelzi, nem szolgál a cikkben szereplő információk forrásmegjelöléseként.